# Лудишор (Брашов)
Лудишор (рум. Ludișor) насеље је у Румунији у округу Брашов у општини Воила. Oпштина се налази на надморској висини од 482 m.

## Становништво
Према подацима из 2002. године у насељу је живело 217 становника, од којих су сви румунске националности.